# Amrod
Amrod je izmišljen lik iz Tolkienove mitologije, serije knjig o Srednjem svetu britanskega pisatelja J. R. R. Tolkiena.
Je noldorski vilin, z bratom dvojčkom Amrasom je bil najmlajši Fëanorjev sin. Prebival je v ravninah v vzhodnem Beleriandu.
```
Finwë
 = 
Míriel
   
Mahtan

      |           |
    
Fëanor
 = 
Nerdanel

           |
      ------------------------------------------------------
      |        |       |          |         |       |      |
  
Maedhros
  
Maglor
  
Celegorm
  
Caranthir
  
Curufin
  
Amrod
  
Amras
 
                                            |  
                                       
Celebrimbor
```